# Saowraschnoje (Kaliningrad)
Saowraschnoje (russisch Заовражное, deutsch Schwägerau, litauisch Švogerava) ist ein Ort in der russischen Oblast Kaliningrad. Er gehört zur kommunalen Selbstverwaltungseinheit Stadtkreis Tschernjachowsk im Rajon Tschernjachowsk.

## Geographische Lage
Saowraschnoje liegt am Südufer des Pregel (russisch: Pregolja), 13 Kilometer westlich von Tschernjachowsk (Insterburg) an der Föderalstraße A229 (auch Europastraße 28, früher Reichsstraße 1). Die nächste Bahnstation ist Pastuchowo-Nowoje (Waldhausen) an der Bahnstrecke Kaliningrad–Tschernyschewskoje (Königsberg–Eydtkuhnen/Eydtkau) – Teilstück der früheren Preußischen Ostbahn – zur Weiterfahrt nach Litauen und in das russische Kernland.

## Geschichte
Der damals Swaygrube genannte Ort war vor 1384 eine Prußenfestung. Am 27. Juni 1721 kauft Fürst Leopold von Anhalt-Dessau die dortigen Güter. Wenige Jahrzehnte später – am 30. August 1757 – wurde Schwägereu in der Schlacht bei Groß-Jägersdorf vollständig niedergebrannt. 1785 bestand wieder ein Dorf mit Adligem Vorwerk, wobei letzteres am 26. Juli 1814 bis auf die Grundmauern durch einen Brand zerstört wurde. Bereits 1815 bestand wieder das Dorf mit einem Vorwerk und auch dem Dorf Hopfenau (heute nicht mehr existent). Durch die Freistellung der Bauern wurde Schwägerau dem Besitz der Fürsten von Anhalt-Dessau entzogen, wohl aber blieb das Gut weiterhin in ihrem Besitz. Im Jahre 1867 zählte Schwägerau 558 Einwohner, 1871 waren es 571, von denen 440 im Dorf, 100 auf dem Gut, neun in der Förstei und 22 in den Bahnwärterhäusern wohnten.
Im Jahre 1874 kamen die Landgemeinde Schwägerau und der Gutsbezirk Schwägerau zum neu errichteten Amtsbezirk Groß Bubainen (1930 in „Waldhausen“ umbenannt, russischer Name: Bereschkowskoje). Er gehörte bis 1945 zum Kreis Insterburg im Regierungsbezirk Gumbinnen der preußischen Provinz Ostpreußen.
Im Dorf Schwägerau waren im Jahre 1910 317 Einwohner registriert, während es auf dem Gut 134 waren. Am 30. September 1928 schlossen sich die Landgemeinden Hopfenau und Schwägerau und der Gutsbezirk Schwägerau zur neuen Landgemeinde Schwägerau zusammen. Die Einwohnerzahl im Jahre 1933 belief sich insgesamt auf 478 und betrug 1939 noch 428.
In Kriegsfolge kam Schwägerau mit dem nördlichen Ostpreußen 1945 zur Sowjetunion. 1947 erhielt der Ort die russische Bezeichnung Saowraschnoje und wurde gleichzeitig dem Dorfsowjet Bereschkowski selski Sowet im Rajon Tschernjachowsk zugeordnet. Von 2008 bis 2015 gehörte Saowraschnoje zur Landgemeinde Swobodnenskoje selskoje posselenije und seither zum Stadtkreis Tschernjachowsk.

## Kirche
Die Bevölkerung Schwägeraus war vor 1945 fast ausnahmslos evangelischer Konfession und in das Kirchspiel der Kirche Norkitten (heute russisch: Meschduretschje) eingepfarrt. Das gehörte zum Kirchenkreis Insterburg in der Kirchenprovinz Ostpreußen der Kirche der Altpreußischen Union. Heute liegt Saowraschnoje im Einzugsgebiet der in den 1990er Jahren neu entstandenen evangelisch-lutherischen Gemeinde in Tschernjachowsk (Insterburg), Pfarrsitz der Kirchenregion Tschernjachowsk in der Propstei Kaliningrad der Evangelisch-lutherischen Kirche Europäisches Russland.